# Martin Galia
Martin Galia (ur. 12 kwietnia 1979 w Ostrawie) – czeski piłkarz ręczny, bramkarz, od 2016 zawodnik Górnika Zabrze.

## Kariera sportowa
Początkowo występował w Baníku Karviná, z którym zdobył trzy mistrzostwa Czech, a ponadto grał w Lidze Mistrzów. Następnie przez jeden sezon był zawodnikiem szwedzkiego Redbergslids IK. W latach 2004–2013 występował w klubach niemieckich. Będąc graczem Frisch Auf Göppingen, został w sezonie 2005/2006 wybrany najlepszym bramkarzem Bundesligi. Z TBV Lemgo wywalczył Puchar EHF (2009/2010). W latach 2013–2016 występował w szwajcarskim TSV St. Otmar St. Gallen. W 2016 przeszedł do Górnika Zabrze, z którym podpisał dwuletni kontrakt. W sezonie 2016/2017 rozegrał w Superlidze 31 meczów i zdobył cztery gole. W grudniu 2017 przedłużył umowę Górnikiem do końca czerwca 2020. W sezonie 2017/2018, w którym rozegrał 27 spotkań i rzucił dwie bramki, a jego skuteczność obron wyniosła 34,3% (212/619), otrzymał nominację do nagród dla najlepszego zawodnika i najlepszego bramkarza Superligi.
W reprezentacji Czech zadebiutował 6 stycznia 2001 w przegranym meczu z Danią (15:24). Uczestniczył w czterech turniejach finałowych mistrzostw świata (2001, 2005, 2007, 2015), oraz w siedmiu mistrzostwach Europy (2002, 2004, 2008, 2010, 2012, 2018, 2020). Podczas mistrzostw Europy w Austrii (2010) bronił ze skutecznością 34% (59/174), co dało mu 5. miejsce w klasyfikacji najlepszych bramkarzy turnieju.
W styczniu 2020 roku NMC Górnik Zabrze ogłosił przedłużenie kontraktu z Martinem Galią na kolejny sezon PGNiG Superligi – 2020/2021.

## Sukcesy
Baník Karviná
- Mistrzostwo Czech: 1999/2000, 2000/2001, 2001/2002

TBV Lemgo
- Puchar EHF: 2009/2010

Reprezentacja Czech
- Mistrzostwa świata:
  - 2001 – 18. miejsce[2]
  - 2005 – 10. miejsce (bronił ze skutecznością 36% – 66/185)[11]
  - 2007 – 12. miejsce (bronił ze skutecznością 31% – 64/207)[12]
  - 2015 – 17. miejsce (bronił ze skutecznością 23% – 18/79)[13]
- Mistrzostwa Europy:
  - 2002 – 8. miejsce
  - 2004 – 11. miejsce
  - 2008 – 13. miejsce
  - 2010 – 8. miejsce
  - 2012 – 14. miejsce
  - 2018 – 6. miejsce
  - 2020 – 12. miejsce

Indywidualne
- Najlepszy bramkarz Bundesligi: 2005/2006 (Frisch Auf Göppingen)[3]